# Heitor Blasi
Heitor Blasi foi um fundista ítalo-brasileiro, radicado em São Paulo.
Heitor Blasi venceu a Corrida Internacional de São Silvestre em 1927 e 1929.